# Hokota
Hokota (jap. 鉾田市 Hokota-shi) – miasto w Japonii, w prefekturze Ibaraki, we wschodniej części wyspy Honsiu. Ma powierzchnię 207,60 km². W 2020 r. mieszkały w nim 45 953 osoby, w 17 894 gospodarstwach domowych  (w 2010 r. 50 156 osób, w 16 791 gospodarstwach domowych) .

## Historia
1 kwietnia 1889 roku, wraz z wdrożeniem przepisów miejskich, powstała miejscowość Hokota. 15 marca 1955 roku teren miasteczka powiększył się o sąsiadujące z nim wioski: Tokushuku (jap. 徳宿村 Tokushuku-mura), Tomoe (jap. 巴村 Tomoe-mura), Shingū (jap. 新宮村 Shingū-mura) i Akitsu (jap. 秋津村 Akitsu-mura). 11 października 2005 roku, w wyniku połączenia z wioskami Asahi (jap. 旭村 Asahi-mura) i Taiyō (jap. 大洋村 Taiyō-mura), powstało miasto Hokota.

## Populacja
Zmiany w populacji terenu miasta w latach 1950–2020: